# Antonia: A Portrait of the Woman
Pour plus de détails, voir Fiche technique et Distribution.
Antonia: A Portrait of the Woman est un film américain réalisé par Judy Collins et Jill Godmilow, sorti en 1974.

## Synopsis
La vie de la chef d'orchestre Antonia Brico, première femme à avoir conduit des orchestres majeurs en Europe et aux États-Unis.

## Fiche technique
- Titre : Antonia: A Portrait of the Woman
- Réalisation : Judy Collins, Jill Godmilow
- Photographie :
- Montage :
- Production : Judy Collins
- Société de production : Rocky Mountain Productions
- Société de distribution : Rocky Mountain Productions (États-Unis)
- Pays :  États-Unis
- Genre : Documentaire
- Durée : 58 minutes
- Dates de sortie : 
  -  États-Unis : 18 septembre 1974 (New York)

## Distinctions
Le film a été nommé à l'Oscar du meilleur film documentaire.